# کاو کریک (داکوتای جنوبی)
کاو کریک (به انگلیسی: Cow Creek) یک منطقهٔ مسکونی در ایالات متحده آمریکا است که در شهرستان سولی، داکوتای جنوبی واقع شده‌است. کاو کریک ۳۰ نفر جمعیت دارد و ۵۰۲٫۹۳ متر بالاتر از سطح دریا واقع شده‌است.